# Plectreurys hatibonico
Espèce
Plectreurys hatibonico est une espèce d'araignées aranéomorphes de la famille des Plectreuridae.

## Distribution
Cette espèce est endémique de la province de Guantánamo à Cuba,.

## Description
Le mâle holotype mesure 6,50 mm et la femelle 8,55 mm.

## Étymologie
Son nom d'espèce lui a été donné en référence au lieu de sa découverte, Hatibonico.

## Publication originale
- Alayón, 2003 : Nueva especie de Plectreurys Simon (Araneae: Plectreuridae) de Cuba. Revista Ibérica de Aracnología, vol. 7, p. 85-88 (texte intégral).